# Bukovica, Ribnica
Bukovica je gručasto naselje v Občini Ribnica. Leži na robu Ribniškega polja, zahodno od Ribnice in se naslanja na vznožje gozdnate vzpetine Tintovce (612 m), obronka Velike gore. 
Pod vasjo se širijo njive, proti reguliranemu potoku Sajevcu na vzhodu pa so predvsem travniki. Južno do naselja se vzpenja hrib Vinograd (567 m), kjer so bili nekoč nasadi vinske trte.